# Brajarajnagar
Brajarajnagar (o Brajrajnagar) è una suddivisione dell'India, classificata come municipality, di 76.941 abitanti, situata nel distretto di Jharsuguda, nello stato federato dell'Orissa. In base al numero di abitanti la città rientra nella classe II (da 50.000 a 99.999 persone).

## Geografia fisica
La città è situata a 21° 49' 0 N e 83° 55' 0 E e ha un'altitudine di 215 m s.l.m..

## Società

### Evoluzione demografica
Al censimento del 2001 la popolazione di Brajarajnagar assommava a 76.941 persone, delle quali 40.354 maschi e 36.587 femmine. I bambini di età inferiore o uguale ai sei anni assommavano a 9.562, dei quali 4.984 maschi e 4.578 femmine. Infine, coloro che erano in grado di saper almeno leggere e scrivere erano 52.759, dei quali 30.942 maschi e 21.817 femmine.